# Distretto di Khao Kho
Il distretto di Khao Kho (in thailandese: เขาค้อ) è un distretto (amphoe) della Thailandia, situato nella provincia di Phetchabun.